# I Watson
I Watson (The Watsons) è un romanzo incompiuto della scrittrice inglese Jane Austen. L'autrice iniziò la stesura del romanzo presumibilmente nel 1803 e non la terminò mai per motivi ignoti.

## Trama
Il signor Watson è un pastore vedovo con due figli e quattro figlie; la più giovane delle quattro, la protagonista Emma, è stata cresciuta da una ricca zia ed è quindi più istruita e raffinata delle altre. Dopo il secondo matrimonio della zia, Emma è costretta a tornare a casa del padre, dove rimane coinvolta nei tentativi delle sorelle Penelope e Margaret di accaparrarsi un marito. Entrambe sono affascinate dal giovane Tom Musgrave, che era stato precedentemente interessato a tutte e quattro le sorelle Watson.
Durante un ballo Emma attira l'attenzione di Lord Osborne, il vicino di casa, un ricco aristocratico giovane e impacciato. Tramite l'amica Mrs Blake conosce anche Mr Howard, il vicario della parrocchia vicino a Osborne Castle. I Watson ricevono una visita di Robert, il maggiore dei figli, e della moglie, una donna snob e irritante. Il manoscritto si interrompe con Emma che rifiuta l'invito del fratello di andare a trovare lui e la moglie a Croydon.
Nella sua biografia della zia, Edward Austen-Leigh rivela che Cassandra Austen aveva mostrato il manoscritto alle nipoti, raccontando come la sorella Jane avesse intenzione di proseguire il romanzo. Il signor Watson sarebbe morto poco dopo il punto della trama in cui il manoscritto si interrompe e, di conseguenza, Emma avrebbe dovuto trasferirsi dal fratello a Croydon. Emma avrebbe poi rifiutato la proposta di matrimonio di Lord Osborne, ma accettato qualla di Mr Howard, di cui intanto si era invaghita la madre di Osborne.

## Il manoscritto
Jane Austen iniziò a scrivere il romanzo a Bath nel 1803 e probabilmente lo abbandonò poco dopo la morte del padre nel gennaio 1805. Il manoscritto consiste di un'ottantina di pagine e circa settemilacinquecento parole; non vi è nessuna divisione in capitoli. Il manoscritto presenta numerose cancellature e revisioni, nonché nuove versioni del testo appuntate su fogli di carta sciolti. Il titolo de I Watson è stato scelto da James Edward Austen-Leigh (1798-1874), nipote della Austen e autore di una biografia della zia. Il frammento del romanzo fu pubblicato per la prima volta nel 1871 nella seconda edizione di A Memoir of Jane Austen.
Alla morte dell'autrice, il manoscritto andò in eredità alla sorella Cassandra e successivamente fu tramandato tra le diverse generazioni fino al 1915, quando fu diviso. Nel 1925 la Morgan Library acquistò la più breve delle due parti del manoscritto, mentre quella più lunga passò di mano in mano fino al 2011, quando fu acquistata dalla Biblioteca Bodleiana dell'Università di Oxford.

## Continuazioni dell'opera
Nel 1850 Catherine Hubback, nipote di Jane Austen, pubblicò un adattamento del romanzo in tre volumi con il titolo The Younger Sister. I primi capitoli del romanzo riprendevano il lavoro della Austen (pur non essendo una trascrizione fedele del manoscritto), mentre il resto dell'opera assumeva toni e caratteristiche di stampo chiaramente vittoriano. Al momento della pubblicazione del libro, I Watson non era stato ancora pubblicato e la sua esistenza era nota soltanto agli eredi della scrittrice. Dopo la pubblicazione del frammento nel 1871 nessuna nuova continuazione dell'opera fu pubblicata per una cinquantina d'anni, ma il romanzo incompiuto tornò a suscitare l'interesse di altri scrittori nel corso del XX secolo.

### Altre continuazioni
- The Watsons – A Fragment by Jane Austen & Concluded by L. Oulton (1923)
- The Watsons, by Jane Austen. Completed in accordance with her intentions di Edith Charlotte Brown (nipote di Catherine Hubback) e del marito Francis Brown (1928)
- The Watsons: Jane Austen's fragment continued and completed di John Coates (1958)
- The Watsons by Jane Austen and Another di David Hopkinson, nipote acquisito di Edith Brown (1977)
- Emma Watson: The Watsons Completed di Joan Aiken (1996)
- The Watsons di Merryn Williams (2005)
- The Watsons, by Jane Austen and Another Lady di Helen Baker (2008)
- The Watsons Revisited di Eucharista Ward (2012)
- The Watsons by Jane Austen, completed by Jennifer Ready Bettiol (2012)
- A Completing of The Watsons di Rose Servitova (2019)